# حسن مصطفى الصيرفي
'حسن مصطفى الصيرفي' (ولد عام 1336 هـ / 1918م في المدينة المنورة) شاعر سعودي، أسس نادي أحد الرياضي. وهو من مؤسسي أسرة الوادي المبارك التي كانت البذرة الأولى لنادي المدينة المنورة الأدبي، ولد في المدينة المنورة عام 1918م، وفيها تلقى مبادئ العلوم من الكتاتيب وحلقات العلم في المسجد النبوي، وارتاد مدرسة العلوم الشرعية مع استمراره في دروس المسجد، ومن أبرز معلميه والده مصطفى الصيرفي وجدّه صادق الصيرفي، وعمه الطيب العقبي ومحمد الطيب الأنصاري، بعد أن أنهى المرحلة الابتدائية درس في معهد الدراسات الليلي للمعلمين، ومنه إلى مدرسة اللغة الإنجليزية التابعة لوزارة المعارف (وزارة التعليم حالياً).

## أعماله
شارك في تأسيس جريدة المدينة المنورة، وفي إرساء دعائم الفلكلور في المدينة المنورة وساهم في تكوين أسرة الوادي المبارك الأدبية مع عبد العزيز محمد الربيع وعبد الرحمن رفه، إلى جانب مساهمته في تأسيس النادي الأدبي بالمدينة المنورة، شارك في العديد من اللقاءات الثقافية والندوات الشعرية داخل المملكة وخارجها، متعدد الثقافة، وله عدد من الدراسات التاريخية والطبية الشعبية، وفاز بعدد من الشهادات التقديرية، والميداليات والدروع.

## شاعريته
"يعد من أبرز شعراء المدينة المنورة، ومن شعراء المملكة المشهورين، ويقع شعره المنشور في نحو ألف وسبعمئة وسبعة وثلاثين بيتًا، تراو بين القصيدة والمقطوعة، وبعضها من القصر بحيث لا تتجاوز البيتين، ويغلب على شعره الطابع العامودي، ومارس شعر التفعيلة على ندرة، ونظم الرباعيات، والعشر العامي الفكه، وكان يوقع ما ينشره في الصحف والمجلات بأسماء مختلفة، فالرباعيات وقعهها باسمه الصريح، ووقع الشعر الفكاهي باسم (أشعب) في صحيفيتي المدينة والبلاد ، ووقع في صحيفة حراء باسم (قيس)، ووقع في مجلة الإذاعة وصحيفتي عرفات والأضواء باسم (المعداوي القديم)، ووقع باسم (حسن مصطفى العقبي) نزولاً على إصرار عمه، وبحسن الصيرفي في مجلة المنهل. ومن توقيعاته المستعارة (مجنون)، و(فاضي)، و(طفران).
طرق في شعره عددًا من الموضوعات والاتجاهات، فله شعر وجداني، ووصفي، وإسلامي، واجتماعي، ووطني، وفكاهي. ومن أبرز خصائص شعره الفنية وضوح التجربة، وصدق العاطفة، وسهولة الأسلوب، ويستحسن أحيانًا استعمال الكلمات العامية في شعره إذا رأى أنها تؤدي معنى أدق من غيرها".

### دواوينه الشعرية
- قلبي (ديوان شعر) طبع ثم فقد.
- دموع وكبرياء (ديوان شعر)، دار الكتاب العربي، القاهرة (د.ت)، نشره بعد ذلك نادي المدينة المنورة الأدبي.
- شبابي (ديوان شعر)، دار العلم، جدة، نشره نادي المدينة المنورة الأدبي، 1424هـ/2003م. [9]